# Resolución 477 del Consejo de Seguridad de las Naciones Unidas
La resolución 477 del Consejo de Seguridad de las Naciones Unidas, adoptada por unanimidad el 30 de julio de 1980, después de examinar la solicitud de Zimbabue para ser miembro en las Naciones Unidas, el Consejo recomendó a la Asamblea General que Zimbabue fuese admitida. El ministro Robert Mugabe estuvo disponible para aceptar la membresía en nombre del gobierno de Zimbabue.